# Joe Pantoliano
Joseph Peter Pantoliano, detto Joe (Hoboken, 12 settembre 1951), è un attore statunitense.

## Biografia
Pantoliano è nato ad Hoboken, nel New Jersey, figlio di Dominick "Monk" Pantoliano, un operaio supervisore presso una fabbrica ed autista di carri funebri, e di Mary Centrella, una sarta, ambedue d'origini italiane, ma cresce nella vicina Cliffside Park, dove s'era trasferito al seguito della famiglia. Per non dover gravare troppo sul bilancio familiare, trova un lavoro come barbiere, cosa che lo rende indipendente ma che al contempo gli consolida l'ambizione di mirare a qualcosa di più importante. La prima vera occasione arriva nel 1972 quando una compagnia teatrale gli affida il ruolo di Billy Bibbit nella pièce Qualcuno volò sul nido del cuculo, opera teatrale che lo terrà occupato svariati mesi.
Caratterista di talento, negli anni seguenti recita in importanti produzioni, tra i quali I Goonies (1985), Prima di mezzanotte (1988), La vedova americana (1992), Il fuggitivo (1993), Bad Boys (1995), Bound - Torbido inganno (1996), Matrix (1999), Memento (2000), Bad Boys II (2003), Matrimonio per sbaglio (2006) e La vela strappata (2006). Nella versione originale del film Come cani e gatti (2001) presta la voce al personaggio Peek. Ha inoltre prestato la voce al personaggio di Luigi Goterelli del videogioco Grand Theft Auto III. Dal 1996 al 1997 ha preso parte alla serie EZ Streets nel ruolo di Jimmy Murtha. Nel 2003 si aggiudica un Emmy per l'intenso ruolo del mafioso Ralph Cifaretto nella serie I Soprano. Attivo anche nel doppiaggio, nel 2006 presta la voce a Dante Calabresi in un episodio de I Simpson.

## Filmografia

### Attore

#### Cinema
- Road Movie, regia di Joseph Strick (1974)
- Ma chi te l'ha fatto fare? (For Pete's Sake), regia di Peter Yates (1974) - non accreditato
- Rock Machine (The Idolmaker), regia di Taylor Hackford (1980)
- Monsignore (Monsignor), regia di Frank Perry (1982)
- Cercate quel bambino (The Final Terror), regia di Andrew Davis (1983)
- Risky Business - Fuori i vecchi... i figli ballano (Risky Business), regia di Paul Brickman (1983)
- La banda di Eddie (Eddie and the Cruisers), regia di Martin Davidson (1983)
- Maledetta estate (The Mean Season), regia di Phillip Borsos (1985)
- I Goonies (The Goonies), regia di Richard Donner (1985)
- Una perfetta coppia di svitati (Running Scared), regia di Peter Hyams (1986)
- La Bamba, regia di Luis Valdez (1987)
- La scatola misteriosa (The Squeeze), regia di Roger Young (1987)
- Donne amazzoni sulla Luna (Amazon Women on the Moon) - vari registi (1987)
- Scenes from the Goldmine, regia di Marc Rocco (1987)
- L'impero del sole (Empire of the Sun), regia di Steven Spielberg (1987)
- Dance party, regia di Mark Rosenthal (1988)
- Prima di mezzanotte (Midnight Run), regia di Martin Brest (1988)
- Pronti a tutto (Downtown), regia di Richard Benjamin (1990)
- Punto d'impatto (The Last of the Finest), regia di John Mackenzie (1990)
- Com'è difficile farsi ammazzare (Short Time), regia di Gregg Champion (1990)
- La ragazza dello slum (Backstreet Dreams), regia di Jason O'Malley e Rupert Hitzig (1990)
- Zandalee, regia di Sam Pillsbury (1991)
- La vedova americana (Used People), regia di Beeban Kidron (1992)
- Tre di cuori (Three of Hearts), regia di Mitch Glazer e Yurek Bogayevicz (1993)
- Il fuggitivo (The Fugitive), regia di Andrew Davis (1993)
- La troviamo a Beverly Hills (Calendar Girl), regia di John Whitesell (1993)
- Harry e Carota (Me and the Kid), regia di Dan Curtis (1993)
- Due ragazze, un tatuaggio e l'Fbi (Teresa's Tattoo), regia di Julie Cypher (1994)
- Un robot tuttofare (Robot in the Family), regia di Mark Harry Richardson e Jack Shaoul (1994)
- Baby Birba - Un giorno in libertà (Baby's Day Out), regia di Patrick Read Johnson (1994)
- Bad Boys, regia di Michael Bay (1995)
- Congo, regia di Frank Marshall (1995)
- Il volo della colomba (The Flight of the Dove), regia di Steve Railsback (1995)
- Conseguenze pericolose (The Last Word), regia di Tony Spiridakis (1995)
- Il gemello scomodo (Steal Big Steal Little), regia di Andrew Davis (1995)
- Gli immortali (The Immortals), regia di Brian Grant (1995)
- Bound - Torbido inganno (Bound), regia dei Wachowski (1996)
- Uno sconosciuto in casa (Natural Enemy), regia di Douglas Jackson (1996)
- Top of the World, regia di Sidney J. Furie (1997)
- Tinseltown, regia di Tony Spiridakis (1997)
- U.S. Marshals - Caccia senza tregua (U.S. Marshals), regia di Stuart Baird (1998)
- Hoods - Affari di famiglia (Hoods), regia di Mark Malone (1998)
- Piovuta dal cielo (Forces of Nature), regia di Bronwen Hughes (1999)
- Matrix (The Matrix), regia di Andy e Larry Wachowski (1999)
- Black & White (Black and White), regia di James Toback (1999)
- Taxman (The Taxman), regia di Avi Nesher (1999)
- The Life Before This, regia di Jerry Ciccoritti (1999)
- New Blood, regia di Michael Hurst (1999)
- Pronti alla rissa (Ready to Rumble), regia di Brian Robbins (2000)
- Memento, regia di Christopher Nolan (2000)
- Un gran giorno per morire (A Better Way to Die), regia di Scott Wiper (2000)
- A Call for Help, regia di Michael Thau (2002)
- Pluto Nash (The Adventures of Pluto Nash), regia di Ron Underwood (2002)
- Daredevil, regia di Mark Steven Johnson (2003)
- Bad Boys II, regia di Michael Bay (2003)
- Silver Man, regia di Peter Foldy (2003)
- Second Best, regia di Eric Weber (2004)
- Perfect Opposites, regia di Matt Cooper (2004)
- La banda del porno - Dilettanti allo sbaraglio! (The Amateurs), regia di Michael Traeger (2005)
- Larry the Cable Guy: Health Inspector, regia di Trent Cooper (2006)
- Matrimonio per sbaglio (Wedding Daze), regia di Michael Ian Black (2006)
- La vela strappata (Canvas), regia di Joseph Greco (2006)
- Identità sospette (Unknown), regia di Simon Brand (2006)
- The Job, regia di Shem Bitterman (2009)
- Falling Up, regia di David M. Rosenthal (2009)
- Percy Jackson e gli dei dell'Olimpo - Il ladro di fulmini (Percy Jackson & the Olympians: The Lightning Thief), regia di Chris Columbus (2010)
- Impatto fatale (Deadly Impact), regia di Robert Kurtzman (2010)
- L'amore non è un crimine (Loosies), regia di Michael Corrente (2011)
- Jeremy Fink and the Meaning of Life, regia di Tamar Halpern (2011)
- The Identical, regia di Dustin Marcellino (2014)
- The Perfect Match, regia di Bille Woodruff (2016)
- Random Tropical Paradise, regia di Sanjeev Sirpal (2017)
- È solo l'inizio (Just Getting Started), regia di Ron Shelton (2017)
- From The Vine, regia di Sean Cisterna (2019)
- Bad Boys for Life, regia di Adil El Arbi e Bilall Fallah (2020)
- Hide and Seek, regia di Joel David Moore (2021)
- Bad Boys: Ride or Die, regia di Adil El Arbi e Bilall Fallah (2024)

#### Televisione
- McNamara's Band, regia di Roger Duchowny – film TV (1977)
- Free Country – serie TV, episodi 1x03-1x04-1x05 (1987)
- More than Friends, regia di James Burrows – film TV (1978)
- From Here to Eternity – miniserie TV, episodi 1x01-1x02-1x03 (1979)
- Eischied – serie TV, episodio 1x11 (1979)
- Alcatraz (Alcatraz: The Whole Shocking Story), regia di Paul Krasny – film TV (1980)
- M*A*S*H – serie TV, episodio 10x02 (1981)
- Cuore e batticuore (Hart to Hart) – serie TV, episodi 2x17-5x21 (1981-1984)
- Chicago Story – serie TV, episodio 1x12 (1982)
- Hardcastle & McCormick – serie TV, episodio 1x04 (1983)
- Hill Street giorno e notte (Hill Street Blues) – serie TV, episodi 4x11-4x12 (1984)
- Trapper John – serie TV, episodio 5x15 (1984)
- Mister Roberts, regia di Melvin Bernhardt – film TV (1984)
- Simon & Simon – serie TV, episodio 4x07 (1984)
- Robert Kennedy and His Times – miniserie TV, episodio 1x01 (1985)
- Storie incredibili (Amazing Stories) – serie TV, episodio 1x15 (1986)
- L.A. Law - Avvocati a Los Angeles (L.A. Law) – serie TV, episodio 1x01 (1986)
- Destination America, regia di Corey Allen – film TV (1987)
- Beverly Hills Buntz – serie TV, episodio 1x01 (1987)
- Disneyland – serie TV, episodio 32x13 (1988)
- Avanzare fino al punto zero (Nightbreaker), regia di Peter Markle – film TV (1989)
- I viaggiatori delle tenebre (The Hitchhiker) – serie TV, episodio 5x07 (1989)
- I racconti della cripta (Tales from the Crypt) – serie TV, episodi 1x03-4x11 (1989-1992)
- El Diablo, regia di Peter Markle – film TV (1990)
- I Fanelli Boys (The Fanelli Boys) – serie TV, 19 episodi (1990-1991)
- Civil Wars – serie TV, episodio 1x01 (1991)
- One Special Victory, regia di Stuart Cooper – film TV (1991)
- Highlander (Highlander: The Series) – serie TV, episodio 1x08 (1992)
- Gli occhi dell'assassino (Through the Eyes of a Killer), regia di Peter Markle – film TV (1992)
- Dangerous Heart, regia di Michael Scott – film TV (1994)
- Marshal – serie TV, episodio 1x12 (1995)
- NYPD - New York Police Department (NYPD Blue) – serie TV, episodi 2x10-2x11-2x19 (1995)
- Un caso difficile per l'87º distretto (Ed McBain's 87th Precinct: Ice), regia di Bradford May – film TV (1996)
- Arli$$ – serie TV, episodio 1x09 (1996)
- EZ Streets – serie TV, 12 episodi (1996-1997)
- Oltre i limiti (The Outer Limits) – serie TV, episodio 5x01 (1999)
- Roswell – serie TV, episodi 3x04-3x05 (2001)
- I Soprano (The Sopranos) – serie TV, 19 episodi (2001-2004)
- The Handler – serie TV, 23 episodi (2003-2004)
- Dr. Vegas – serie TV, 7 episodi (2004-2006)
- Inganno fatale (Deceit), regia di Matthew Cole Weiss – film TV (2006)
- TCM Guest Programmer – serie TV, episodio 4x23 (2007)
- How to Make It in America – serie TV, episodi 2x03-2x04 (2011)
- More Time with Family, regia di James Burrows – film TV (2014)
- Deadbeat – serie TV, episodio 2x09 (2015)
- Sense8 – serie TV, 5 episodi (2015-2017)
- Chucky – serie TV, episodio 2x04 (2022)
- Dexter: Original Sin – serie TV, episodio 1x04 (2024)
- The Last of Us – serie TV, episodio 2x06 (2025)

### Doppiatore
- Beethoven - serie animata, 12 episodi (1994)
- La vita con Louie - serie animata, episodio 2x1 (1996)
- The Lionhearts - serie animata, 5 episodi (1998)
- Godzilla: The Series - serie animata, 8 episodi (1998-2001)
- Hercules (Hercules: The Legendary Journeys) - serie animata, episodio 1x36 (1998)
- Olive, the Other Reindeer (1999)
- Come cani e gatti (Cats & Dogs), regia di Lawrence Guterman (2001)
- Grand Theft Auto III - videogioco (2001)
- Majestic - videogioco (2001)
- Gary the Rat - serie animata, episodio 1x6 (2003)
- The Easter Egg Adventure (2004)
- Striscia, una zebra alla riscossa (Racing Stripes), regia di Frederik Du Chau (2005)
- I Simpson - serie animata, episodio 18x01 (2006)
- Cani & gatti - La vendetta di Kitty (Cats & Dogs: The Revenge of Kitty Galore), regia di Brad Peyton (2010)
- La leggenda della montagna incantata (The Legend of Secret Pass) (2010)
- Call of Duty: Black Ops 2 - videogioco (Mob of The Dead) (2013)
- SpongeBob SquarePants - serie animata, episodio 10x9 (2017)

### Regista
- Just Like Mona  (2003)

## Doppiatori italiani
Nelle versioni in italiano delle opere in cui ha recitato, Joe Pantoliano è stato doppiato da:
- Luca Dal Fabbro in Harry e Carota, Il gemello scomodo, Pronti alla rissa, Percy Jackson e gli dei dell'Olimpo - Il ladro di fulmini, È solo l'inizio, Bad Boys for Life, Hide and Seek, Bad Boys: Ride or Die, Dexter: Original Sin
- Massimo Giuliani ne La banda di Eddie, I Goonies, La scatola misteriosa, Prima di mezzanotte, Baby Birba - Un giorno in libertà
- Massimo Lodolo in Simon & Simon, NYPD - New York Police Department, Roswell
- Sandro Acerbo in Una perfetta coppia di svitati, Il fuggitivo, Bad Boys
- Sergio Di Giulio in Monsignore, Matrix, Second Best
- Marco Mete ne La troviamo a Beverly Hills, Conseguenze pericolose, Sense8
- Angelo Maggi in Storie incredibili, The Last of Us
- Roberto Chevalier ne La Bamba, U.S. Marshals - Caccia senza tregua
- Pino Ammendola ne L'impero del sole, In vino veritas
- Roberto Stocchi in MacGyver, I Soprano
- Giorgio Lopez in Un gran giorno per morire, Identità sospette
- Gianni Williams in Risky Business - Fuori i vecchi... i figli ballano
- Roberto Pedicini ne I racconti della cripta
- Marco Guadagno in Punto d'impatto
- Alessio Cigliano in Zandalee
- Francesco Pannofino ne La vedova americana
- Nanni Baldini in Congo
- Giuliano Santi ne Gli immortali
- Ambrogio Colombo in Un caso difficile per l'87º distretto
- Loris Loddi in Bound - Torbido inganno
- Stefano Benassi in EZ Streets
- Germano Basile in Top of the World
- Enrico Pallini in Black & White
- Stefano De Sando in Memento
- Danilo De Girolamo in Pluto Nash
- Mauro Gravina in Daredevil
- Luciano Roffi in Bad Boys II
- Mario Scarabelli ne La banda del porno - Dilettanti allo sbaraglio
- Gianluca Iacono in Matrimonio per sbaglio
- Pasquale Anselmo ne La vela strappata
- Aldo Stella in Deceit

Da doppiatore è sostituito da: 
- Luigi Ferraro in Come cani e gatti, Cani & gatti - La vendetta di Kitty
- Dante Biagioni ne I Simpson
- Diego Sabre in Beethoven
- Angelo Nicotra in Striscia, una zebra alla riscossa
- Luca Dal Fabbro in La leggenda della montagna incantata